# Victor (Idaho)
Victor è una città degli Stati Uniti d'America, situata nello Stato dell'Idaho, nella Contea di Teton.